# Packard Single Six
Packard Single Six – samochód osobowy marki Packard produkowany w latach 1921–1927. Oznaczano go symbolami 116 (rocznik 1921), 126 i 133 (roczniki 1922–1923). Kolejno 226 i 233 (1924), 326 i 333 (1925/1926), 426 i 433 (1927). Był pomyślany jako słabsza i tańsza wersja modelu Packard Twin Six.

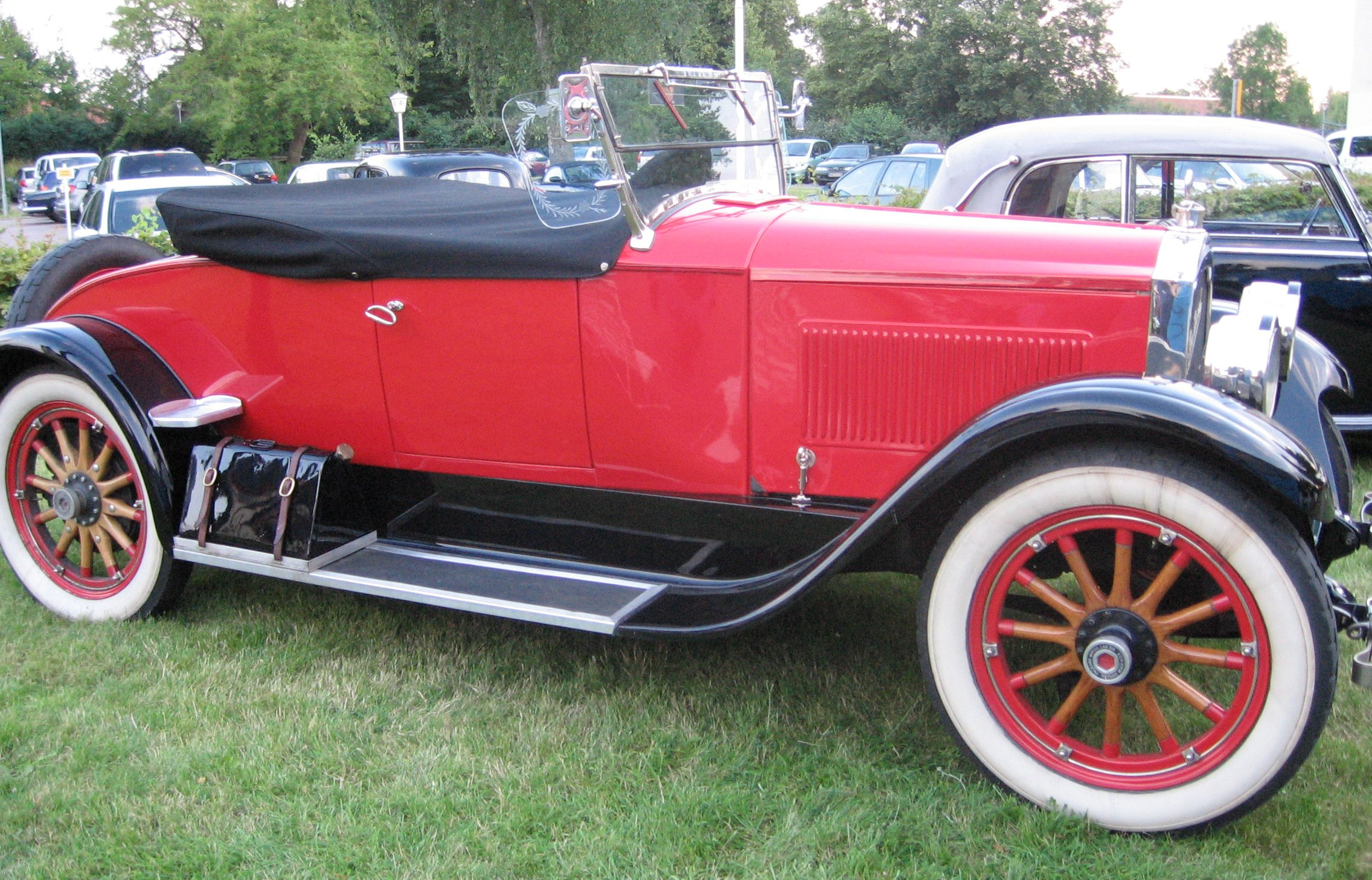
Packard Single Six Runabout (1922)